# Razmnoževalni sistem
Razmnoževalni sistem je sistem organov pri višjih organizmih, ki ima vlogo razmnoževanja - produkcije potomcev. Pri skupinah organizmov, ki se razmnožujejo spolno in imajo različna spola, se lahko njihova zgradba med spoloma zelo razlikuje glede na vlogo, ki jo ima vsak spol pri kombiniranju dednega materiala staršev. Po tej značilnosti se razmnoževalni sistem loči od vseh drugih organskih sistemov, njegova posebnost pa je tudi, da ni nujen za preživetje osebka.
Večina vretenčarjev ima v grobem enako zgradbo razmnoževalnega sistema, ki ga sestavljajo spolne žleze in njihova izvodila. Natančnejša zgradba pa je odvisna od strategije razmnoževanja in zahtev okolja ter se med različnimi skupinami močno razlikuje.

## Razmnoževalni sistem pri sesalcih
Sesalci, vključno s človekom, imajo notranjo oploditev, pri kateri samec (moški) vstavi penis v vagino samice (ženske), kjer ejakulira spermo, ki vsebuje moške spolne celice - semenčice. Semenčice nato potujejo skozi maternico v jajcevod do jajčec, ki jih izloča jajčnik. V jajcevodu pride do oploditve, nastali zarodek nato potuje do maternice, kjer se ugnezdi in prične dobivati hranilne snovi od matere. Samci mnogih sesalcev imajo za razliko od človeka stalno trden penis z lastno kostjo (bakulumom), ki je do erekcije spravljen v telesu, poleg tega pa ima večina sesalcev določena obdobja plodnosti v letu. Nekateri sesalci, npr. sloni, imajo moda globoko v trebušni votlini, pri drugih (med njimi človeku) pa so moda spuščena v mošnjo (skrotum) izven trebušne votline.
Posebnost so vrečarji, pri katerih imajo samice dve vagini, ki se navzven odpirata z eno odprtino, a vodita v ločena dela maternice. Skladno s tem imajo samci dvorožen penis, ki se ujema z odprtinama. Zarodek večino razvoja opravi v zunanji vreči, v kateri so seski za sesanje mleka.

## Razmnoževalni sistem pri drugih živalih
Večina ostalih vretenčarjev nima zunanjih spolnih organov, pa tudi ne maternice, saj se zarodki razvijajo v jajcih. Jajčnik izloča jajčeca v jajcevod, ki se odpira neposredno v kloako. Jajčni ovoj izločajo žleze ob jajcevodu. Kloaka služi izmenjavi spolnih celic in je tudi del sistema izločal ter zadnji del prebavil. Pri ptičih spolni odnos poteka tako, da samec in samica pritisneta kloaki skupaj, nakar samec izbrizga semensko tekočino v samičino kloako. Podobno zgradbo razmnoževalnega sistema imajo stokovci, ki so posebnost med sesalci.
Samci nekaterih ptičev in večine plazilcev imajo strukturo, podobno penisu, ki jo med spolnim odnosom vstavijo v kloako. Drugi vretenčarji - ribe in dvoživke imajo z redkimi izjemami zunanjo oploditev. Samica izleže jajca v vodo, samec pa v bližino izbrizga spermo, ki jih oplodi.
Nevretenčarji imajo izredno raznolike razmnoževalne sisteme in jim je skupno kvečjemu to, da ležejo jajca. Razen glavonožcev in členonožcev so večinoma dvospolniki in imajo zunanjo oploditev.